# آندرورانگاوولا (ایفانادیانا)
آندرورانگاوولا (به لاتین: Androrangavola) یک منطقهٔ مسکونی در ماداگاسکار است که در ایفانادیانا واقع شده‌است. آندرورانگاوولا ۱۴٬۷۰۹ نفر جمعیت دارد و ۳۲۹ متر بالاتر از سطح دریا واقع شده‌است.